# Begonia phyllomaniaca
Begonia phyllomaniaca là một loài thực vật có hoa trong họ Thu hải đường. Loài này được Mart. mô tả khoa học đầu tiên năm 1852.

## Hình ảnh

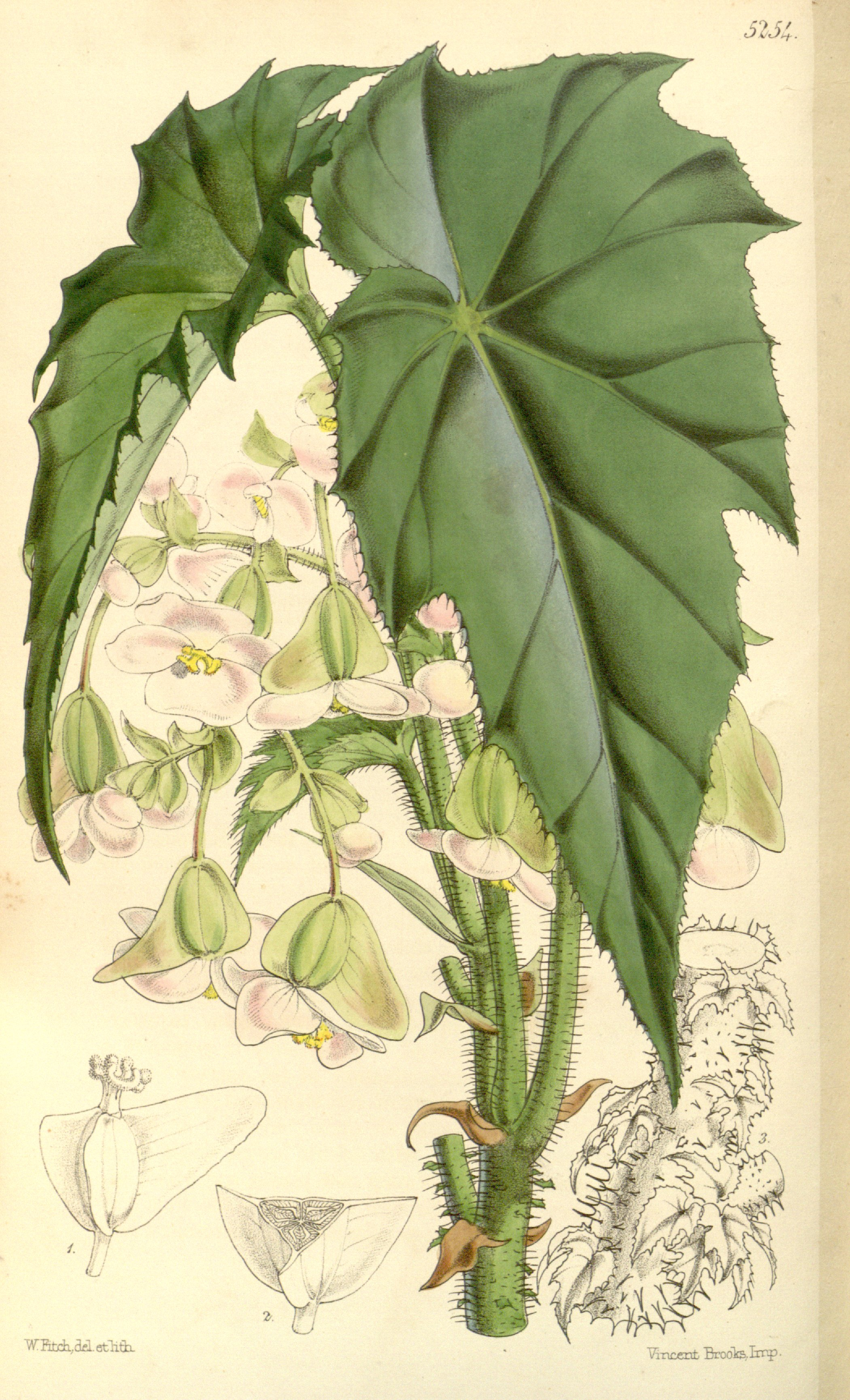
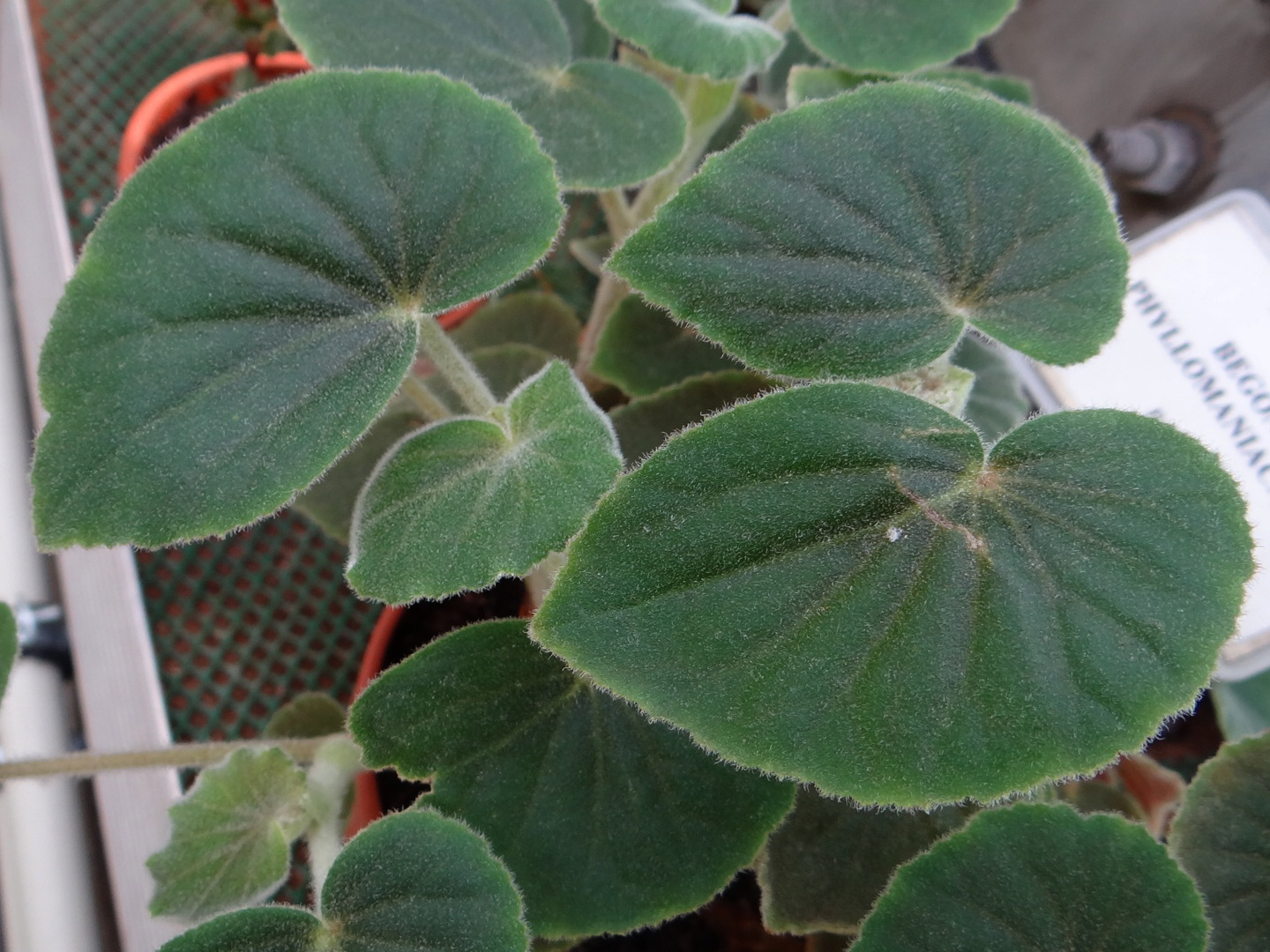